# علم اجتماع البيئة

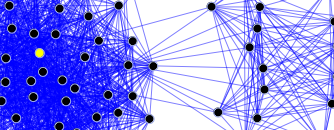

علم اجتماع البيئة، هو أحد فروع علم الاجتماع التي تهتم بالعلاقة بين المجتمع والبيئة المحيطة به، وتأثير كل منها في الآخر.

## النشأة
نشأة علم البيئة كحاجة موضوعية ليبحث في أحوال البيئة الطبيعية ومجموعات النباتات أو الحيوانات التي تعيش فيها، وطبيعة العلاقة بينها وبين الكائنات الحية الموجودة فيها، كما أن علم البيئة يبحث في في الأفراد والجماعات والمجتمعات والأنظمة البيئية، لذلك ظهرت الحاجة لظهور علم اجتماع البيئة لإكمال تلك العلاقات.
تأثر علم الاجتماع البيئي بعلم الإيكولوجيا البشرية، والذي هيمن بأفكاره على علم الاجتماع في الولايات المتحدة الأمريكية خلال الفترة بين عاميّ 1945 و1990. فقد برز مفهوم البيئة ومدرسة الدفاع عنها في الفكر الوضعي خلال عقد الخمسينات من القرن العشرين لتدور رؤيتها حول الحاجة إلى فهم الطبيعة وإفرادها بالدراسة والرعاية، والحاجة لفهم الحياة الإنسانية ومسارها من خلال الحياة الطبيعية. وتغطي أفكار هذه المدرسة مساحة واسعة من المعتقدات العلمية والسياسية والدينية والاقتصادية، إلى جانب تقديم مجموعة من الأولويات السياسية والاقتصادية والبرامج لحماية البيئة والدفاع عنها. مثلما دافعت عنه حرمات وأحزاب الخضر وضغطت لتطبيقها في مجاليّ القانون الداخلي والقانون الدولي، خاصةً بعد دخول بعض تلك الحركات مجالس نيابية بنسب تمثيل متفاوتة في بعض الدول.

## الاتجاهات النظرية
نظراً للاهتمام العالمي بعلم الاجتماع البيئي، أصبحت الحاجة ماسة إلى التعرّف على الأسس والأطر النظرية الموجهة للبحوث والدراسات الاجتماعية في مجال علم الاجتماع البيئي.

### نظرية الحتمية البيئية
وتعني أن الإنسان يخضع بكل ما فيه للبيئة فهي التي تسيطر عليه وليس العكس. فالبيئة بما فيها من مناخ معين وغطاء نباتي وحياة حيوانية تؤثر على الإنسان من مختلف الجوانب. ومثال ذلك تأثير البيئة على عظام الإنسان، فإذا كان الإنسان يعيش في بيئة جبلية يكون تاثيرها بالإيجاب علي تقوية عضلات أرجله، أما إذا كانت بيئة بحرية فهي تقوي عضلات اليدين. وقد أدى هذا التاثير المتباين والتناقض الواضح بين الشعوب وخاصة بين الآسيويين والأوروبيين والذي استرعى انتباه الفلاسفة منذ القدم إلى ظهور نظرية الحتمية لتفسير هذا التناقض. وقد تبلورت 3 آراء في هذا الخصوص:
1. الحتمية البيئية: أي أن البيئة ذات فعل حتمي على المكونات الحية.
2. الحتمية الحضارية: أي ان البيئة تتشكل نتيجة تأثير الكائنات الحية.
3. التأثير المتبادل: أي أن هناك تبادل في العلاقات بين الكائنات الحية وبقية عناصر البيئة.

### النظرية الاختيارية
وهي عكس النظرية الحتمية، حيث تقر بإيجابية الإنسان لأنها تملكه إرادة فعالة مؤثرة؛ ليس فيما يتخذه من قرارات حياتية، وإنما له قوة كبيرة على بيئته أيضاً، لذلك تعرى أن الإنسان مُخيّر. ومن مؤيدو هذه النظرية فيدال دي لا بلاش ولوسيان فيفر وإسحاق بومان.

### نظرية الاحتمالية
وهي التوافقية، وتقوم هذه النظرية بدور الوساطة بين كل من أنصار النظرية الاحتمية والنظرية الاختيارية، فكان لا بد من ظهور نظرية ثالثة جديدة تحاول التوفيق بين الآراء المختلفة. وهذه النظرية لا تؤمن بالحتمية المطلقة أو الإمكانية الاختيارية المطلقة وإنما تؤمن بدور الإنسان والبيئة وتأثير كل منهما على الآخر بشكل متغير، فتغلب علي بعض البيئات تعاظم تأثير الطبيعة وسلبية تأثير الإنسان عليها، ويكون العكس في بعض البيئات الأخرى.

## مقالات ذات صلة
- علم الاجتماع البحري